# La Antigua, Chicontepec
La Antigua är en ort i Mexiko.   Den ligger i kommunen Chicontepec och delstaten Veracruz, i den sydöstra delen av landet, 210 km nordost om huvudstaden Mexico City. La Antigua ligger 80 meter över havet och antalet invånare är 200.
Terrängen runt La Antigua är huvudsakligen platt, men västerut är den kuperad. Runt La Antigua är det ganska tätbefolkat, med 65 invånare per kvadratkilometer. Närmaste större samhälle är Vegas de la Soledad y Soledad Dos, 8,6 km sydost om La Antigua. Trakten runt La Antigua består till största delen av jordbruksmark.